# Nuevo San Juan Parangaricutiro
Nuevo San Juan Parangaricutiro is een plaats in de Mexicaanse deelstaat Michoacán, nabij de Paricutínvulkaan. Nuevo San Juan Parangaricutiro heeft ongeveer 12.710 inwoners (census 2005) en is de hoofdplaats van de gemeente Nuevo Parangaricutiro.
Nuevo San Juan Parangaricutiro ligt ongeveer acht kilometer ten westen van Uruapan en zestien kilometer ten oosten van de Parícutin. Het is aan die vulkaan dat het dorp zijn bekendheid dankt. Het oorspronkelijke San Juan Parangaricutiro werd bij het ontstaan van die vulkaan in 1944 door as en lava bedolven. Zes jaar later werd even verderop een nieuwe plaats gesticht, die de naam Nuevo San Juan Parangaricutiro kreeg. Vandaag de dag is Nuevo San Juan Parangaricutiro een toeristische trekpleister, waarvan uit de meeste dagtochten naar het oude San Juan Parangaricutiro en de Paricutín beginnen. De meeste inwoners van het dorp zijn Purépecha-indianen.
De naam Parangaricutiro komt uit het Purépecha en betekent waarschijnlijk "dorp op de hoogvlakte". Een alternatieve naam voor de plaats is Parangaricutirimícuaro, dat in Mexico een bekende tongbreker is en tevens de langste plaatsnaam van Latijns-Amerika is. Het woord wordt vaak gebruikt in langere, onzinnige zinnen als "De otorinolaryngologie van Parangaricutirimícuaro is ontparangaricutirimícuareerd." Parangaricutirimícuaro is bovendien het geboortedorp van een van de karakters uit de komische televisieserie El Chavo del Ocho.

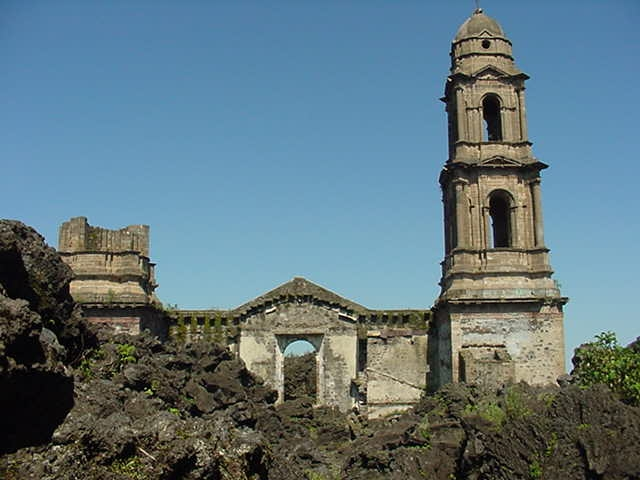
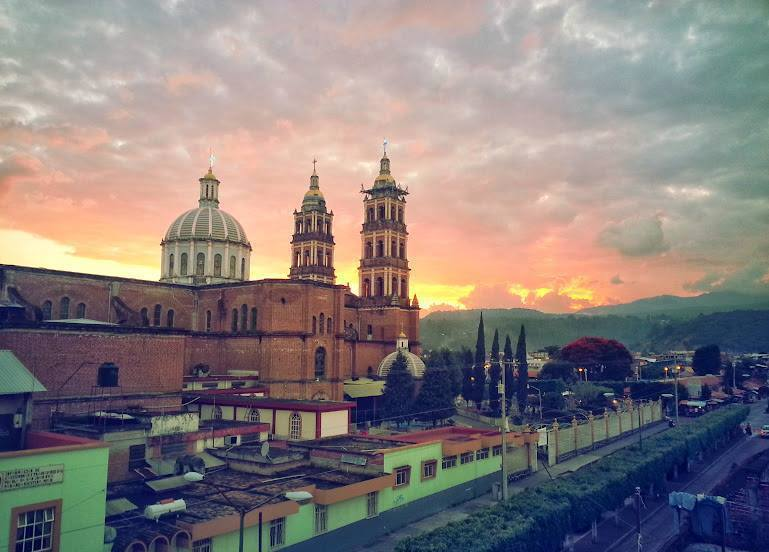
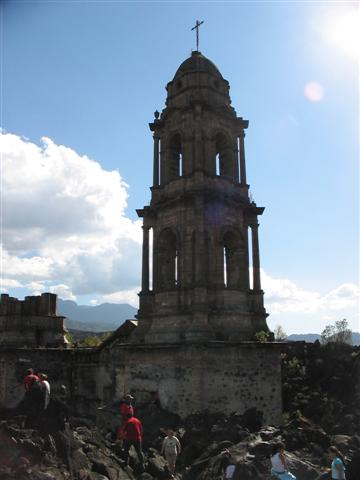